# Sergio Brio
Sergio Brio (Lecce, 1956. augusztus 19. –) olasz labdarúgó ,hátvéd, edző.

## Pályafutása

### Játékosként
1973–1974-ben a Lecce labdarúgója volt, a következő szezonban a Juventus játékosa lett, de tétmérkőzésen nem lépett pályára. 1975 és 1978 között a Pistoiese csapatában szerepelt kölcsönjátékosként. A Juventusban az 1978–79-es szezonban mutatkozott be. A torinói csapattal négy bajnoki címet és három olaszkupa-győzelmet ért el. Egyike annak a hat játékosnak Antonio Cabrini, Gaetano Scirea, Stefano Tacconi, Danny Blind és Arnold Mühren társaságában, akik mind a három nagy európai kupasorozatban (BEK, KEK, UEFA-kupa) győzelmet szerzett. Az 1989–90-es idényben a Juventus csapatkapitánya volt. Ezután a szezon után visszavonult a profi labdarúgástól. A Juventusban összesen 378 mérkőzésen szerepelt és 24 gólt szerzett, ebből 243 bajnoki találkozó volt 16 góllal.

### Edzőként
1991 és 1994 között Giovanni Trapattoni segédedzője volt a Juventusnál. 1995–96-ban a Cagliari csapatánál tevékenykedett segédedzőként, majd 2003–04-ben a belga Mons vezetőedzője volt.

## Sikerei, díjai
Juventus
- Olasz bajnokság (Serie A)
  - bajnok (4): 1980–81, 1981–82, 1983–84, 1985–86
- Olasz kupa (Coppa Italia)
  - győztes (3): 1979, 1983, 1990
- Bajnokcsapatok Európa-kupája (BEK)
  - győztes: 1984–85
- Kupagyőztesek Európa-kupája (KEK)
  - győztes: 1983–84
- UEFA-kupa
  - győztes: 1989–90
- UEFA-szuperkupa
  - győztes: 1984
- Interkontinentális kupa
  - győztes: 1985